# Francia ai Giochi della XXII Olimpiade
La Francia partecipò ai Giochi della XXII Olimpiade, svoltisi a Mosca, Unione Sovietica, dal 19 luglio al 3 agosto 1980, con una delegazione di 121 atleti impegnati in tredici discipline.